# Hans Tauber (Politiker)
Hans Tauber (* 22. Februar 1921 in Erlangen; † 24. April 2007 in Obermichelbach) war ein deutscher Politiker (CSU).

## Leben
Tauber wuchs in Obermichelbach auf und besuchte dort die Schule. Nach einer landwirtschaftlichen Lehre war er landwirtschaftlicher Fachschulabsolvent. Während des Zweiten Weltkriegs war er im Militärdienst in Afrika und Russland und zuletzt "Tiger"-Kommandant. Nach dem Krieg folgten die Übernahme und Bewirtschaftung des elterlichen Hofs in Obermichelbach.
Tauber war Gemeinderat und ab 1948 Bürgermeister in Obermichelbach, Mitglied des Kreistags Fürth, Fraktionsvorsitzender der CSU-Kreistagsfraktion im Kreistag Fürth, Kreisvorsitzender der CSU, Vorstandsmitglied des Maschinenrings, Vorstandsmitglied des Elternverbands Mittelfranken und Ehrenbürger seiner Heimatgemeinde. Von 1970 bis 1986 war er Mitglied des Bayerischen Landtags.

## Ehrungen
- 1979: Verdienstkreuz 1. Klasse der Bundesrepublik Deutschland